# 机体

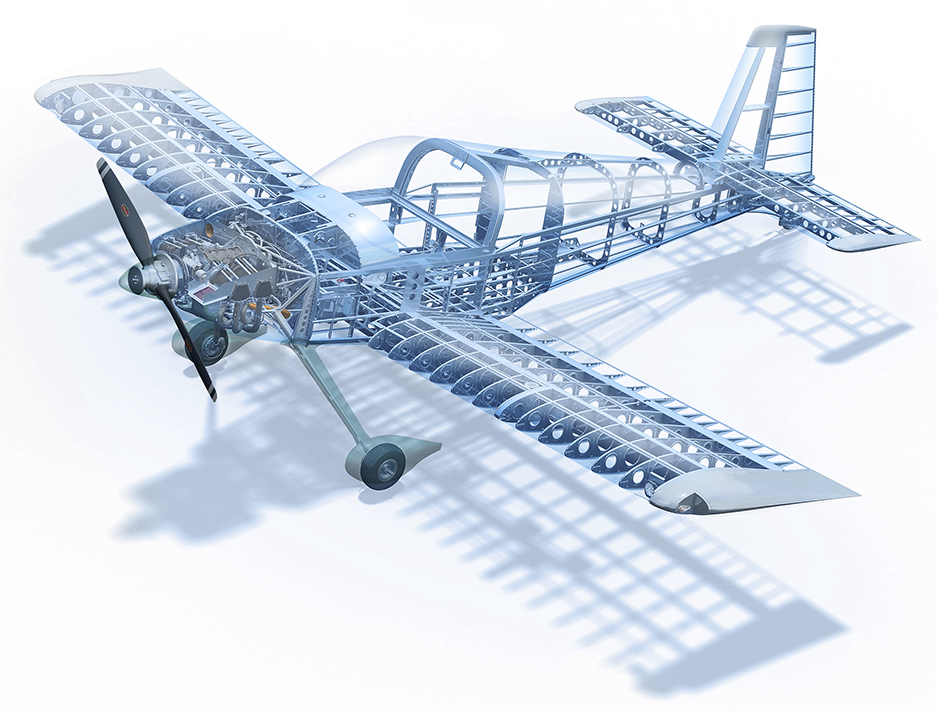
Van's RV-14的剖面圖，其中可以看出其機體

航空器的机体（airframe）是指飞行器骨架及其機械結構部份，一般包括机身、起落架、尾翼和機翼，但不包括推進系統，即不带发动机的完整结构。
機體設計是航空太空工程學中的之一部份，結合了空气动力学、材料科学以及製造，著重在重量輕、高強度以及低風阻，同時也要考慮可靠度和成本。

## 歷史

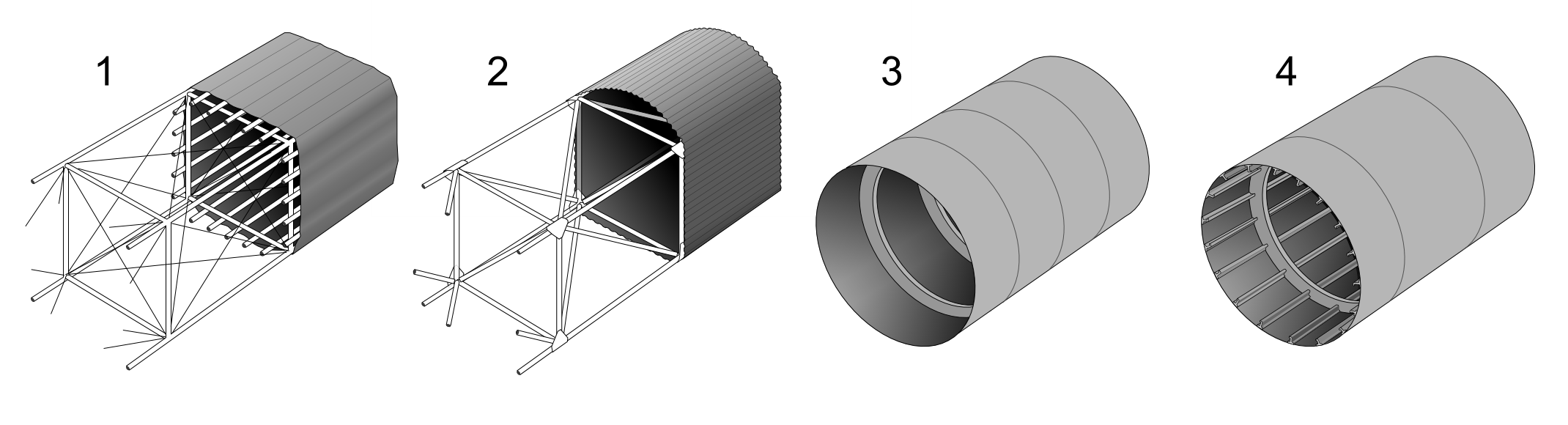
四種機體結構：(1) 桁架和帆布 (2) 桁架和波紋板, (3) 單體橫造結構, (4) 半單體橫造結構

現代的飛機歷史是由1903年萊特兄弟製作的双翼机開始，由此看出固定翼飛機的潛力。
1912年時Deperdussin Monocoque開始了輕量、堅固、流線型的單體橫造機身，是由由圓形框架上的薄胶合板組成，速度可以到210 km/h（130 mph）。

## 延伸閱讀
- Michael Gubisch. . Flightglobal. 9 July 2018  [2021-06-29]. （原始内容存档于2019-11-29）.